# Пантелеева, Елизавета Ивановна
Елизавета Ивановна Пантелеева (род. 1939) — советский и российский учёный-селекционер, доктор сельскохозяйственных наук (1993). Лауреат Государственной премии СССР в области науки и техники (1981).

## Биография
Родилась 5 июня 1939 года в селе Константиновка Алтайского края в многодетной крестьянской семье.
С 1957 года после окончания Ельцовской средней школе, обучалась в школе садоводства на база Алтайской плодово-ягодной опытной станции, которую окончила с отличием.
С 1959 года работала в НИИ садоводства Сибири имени М. А. Лисавенко. С 1959 по 1963 годы — лаборант по новым культурам (облепиха и черноплодная рябина). С 1963 года — младший научный сотрудник, с 1966 года — старший научный сотрудник. С 1980 — заведующая отделом селекции, и с 1994 года — ведущий научный сотрудник. С 2000 года — главный научный сотрудник НИИCC имени М. А. Лисавенко.
В 1966 году заочно окончила Алтайский сельскохозяйственный институт по специальности ученый-агроном.
С 1974 по 1977 годы училась в аспирантуре и в 1977 году защитила кандидатскую диссертацию, в 1993 году — докторскую диссертацию, все темы диссертации связаны с облепихой. В 1983 году ей было присвоено учёное звание — старший научный сотрудник.
Е. И. Пантелеева является одним из ведущих учёных страны в области плодоводства. Она основной исполнитель программы по селекции и сортоизучению облепихи. Е. И. Пантелеевой созданы первые в мире неколючие, крупноплодные, сладкоплодные сорта, разработана методика селекции и сортоизучения этой культуры, технология её возделывания и размножения. Е. И. Пантелеева была постоянным участником и призёром ВДНХ СССР в Москве, за свои достижения была награждена — золотой медалью ВДНХ, серебряной и двумя бронзовыми медалями ВДНХ. Она автор — 42 сортов этой уникальной по урожайности, устойчивому плодоношению и высокому содержанию биологически активных веществ. Сорта облепихи селекции НИИ садоводства Сибири широко известны за пределами Алтайского края. В последние годы выведены сорта Джемовая, Алтайская, Елизавета, Августина, Чечек, Иня, Ажурная, Росинка, Сударушка, Жемчужница, Сентябринка, Клавдия и Эсель, которые постепенно заменяют ранее районированные сорта, превосходя их по биохимическому составу, величине плодов и другим хозяйственно-ценным качествам. На 35 сортов получены свидетельства, 13 — защищены патентами.

## Основные труды
- Пантелеева Е. И. Культура облепихи в Алтайском крае. — Барнаул, 1977 г. — 161 с.
- Пантелеева Е. И. Технология возделывания и размножения облепихи [Текст] : рекомендации / М-во сел. хоз-ва РСФСР, Сиб. отд-ние ВАСХНИЛ, Науч.-исслед. ин-т садоводства Сибири им. М. А. Лисавенко; [сост. Е. И. Пантелеева и др.]. — М. : Россельхозиздат, 1981 г. — 45 с.
- Пантелеева Е. И. Селекция облепихи в Алтайском крае / Новосибир. гос. аграрный ун-т. — Новосибирск, 1993 г. — 47 с.
- Пантелеева Е. И. Облепиха крушиновая (Hippophae rhamnoides L.): монография / Е. И. Пантелеева ; Рос. акад. с.-х. наук, Сиб. отд-ние, Гос. науч. учреждение «Науч.-исслед. ин-т садоводства Сибири им. М. А. Лисавенко». — Барнаул : Азбука, 2006 г. — 249 с. — Библиогр.: с. 220—249. — ISBN 5-94485-093-0
- Пантелеева Е. И. Частное плодоводство : учебное пособие / Е. И. Пантелеева, И. А. Косачев ; М-во сельского хоз-ва Российской Федерации, Федеральное гос. бюджетное образовательное учреждение высш. проф. образования «Алтайский гос. аграрный ун-т». — Барнаул : РИО АГАУ, 2013 г. — 211 с. — ISBN 978-5-94485-344-8
- Пантелеева Е. И. Питомниководство : учебное пособие / Е. И. Пантелеева ; М-во сельского хоз-ва Российской Федерации, Федеральное гос. бюджетное образовательное учреждение высш. проф. образования «Алтайский гос. аграрный ун-т», ГНУ «Науч.-исслед. ин-т садоводства Сибири им. М. А. Лисавенко» Россельхозакадемии. — Барнаул : АГАУ, 2013 г. — 106 с. — ISBN 978-5-94485-343-1

## Награды
- Медаль ордена «За заслуги перед Отечеством» II степени (2000)
- Медаль «Ветеран труда»
- Медали ВДНХ (золотая, серебряная и две бронзовые медали)

### Премии
- Государственная премия СССР в области науки и техники (1981)
- Почетная премия Рудольфа Хермана (2003)